# 陳其猷
陳其猷，字獻吾，直隸大名府東明縣人，明朝政治人物。

## 生平
萬曆二十六年（1598年）戊戌科進士，初任乐安知县，次年改任河南府儒学教授，升國子監助教，入为户部江西司主事，转为大同管粮郎中。萬曆三十六年（1608年）升山西宁武道参议，丁憂歸。四十二年起补山东清军道参议，四十五年升山東副使，次年丁憂歸。
天啓五年（1625年）五月起复河南副使，管清军驿传，六年八月加升河南右參政，七年加升本省按察使，专管修河工程。魏忠贤柄國，政尚嚴切，其猷一以宽厚，因李若星之狱，失魏忠贤意，罷職家居。出千金赈饥，事聞，奉旨賜立牌坊，辞不受。年七十卒。

## 家族
父陈王前，字敬甫，以子貴封户部主事，贈河南按察使。

## 引用
1. ↑  《萬曆二十六年戊戌科進士履歷》：陈其猷，曾祖禄。祖堂。父三前，贡士。献吾，易五房，十二月十四生。東明人，甲午百四十二，会百三，三甲百四十。户部政，戊戌授乐安知县，己亥改授河南府授，庚子国子监助教，辛丑升户部主事，癸卯山东、河南监大名，乙巳管下粮所，丙午升郎中，大同管粮，戊申升宁武道参议，丁憂，癸丑考察调簡，甲寅起山东清军参议，丁巳升付使，戊午丁憂，乙丑起河南付使，丙寅加升参政，丁卯升按察使，戊辰考察，己巳补河南。
2. ↑  万历三十五年七月丁未，升户部郎中陈其猷为冀北道副使，调山西参政张中鸿补冀北道兵备，升南户部郎中刘克勤为黄州知府。
3. ↑  万历四十五年五月，升山东参议陈其猷为本省副使，登州府知府陶朗先为山东驿传道副使。
4. ↑  天启五年五月，调补山东按察司副使陈其猷于河南，管清军驿传。
5. ↑  天启六年八月，加河南按察司副使兵备道陈其猷右参政，以久任也。
6. ↑  天启七年八月，升浙江参政胡维霖为胡广按察使管武昌道，河南参政陈其猷为本省按察使专管修河，陕西参政孟楠为本省按察使分巡关内。
7. ↑  《大名府志》